# Estación de Paredes de Nava
Paredes de Nava es una estación ferroviaria situada en el municipio español de Paredes de Nava en la provincia de Palencia, comunidad autónoma de Castilla y León. Dispone de servicios de Media Distancia operados por Renfe. Cumple también funciones logísticas.

## Situación ferroviaria
La estación se encuentra en el punto kilométrico 20,577 de la línea férrea de ancho ibérico que une Venta de Baños con Gijón a 775 metros de altitud, entre las estaciones de Becerril y Cisneros. El tramo es de vía doble y está electrificado. Históricamente la estación pertenecía a la línea Palencia-La Coruña.

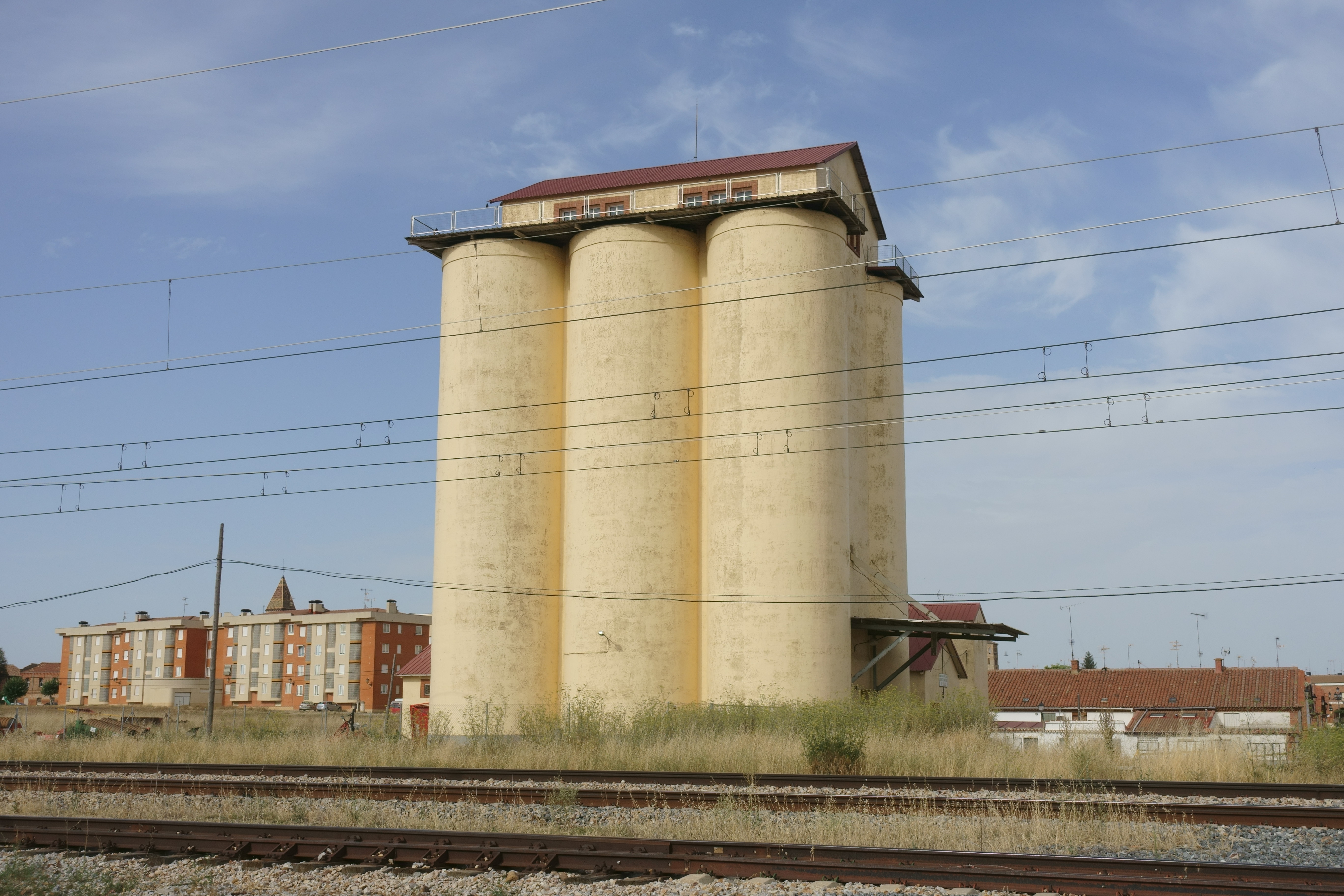
Antiguo silo de cereales junto a la estación

## Historia
La estación fue abierta al tráfico el 8 de noviembre de 1863 con la puesta en marcha del tramo León-Palencia de la línea que pretendía unir Palencia con La Coruña. La Compañía de los Ferrocarriles del Noroeste de España constituía en 1862 fue la encargada de la construcción y explotación del trazado. En 1878, apremiada por el Estado para que concluyera sus proyectos en marcha Noroeste se declaró en quiebra tras un intento de fusión con MZOV que no prosperó. Fue entonces cuando la estación pasó a manos de la Compañía de los Ferrocarriles de Asturias, Galicia y León creada para continuar con las obras iniciadas por Noroeste y gestionar sus líneas. Sin embargo la situación financiera de esta última también se volvió rápidamente delicada siendo absorbida por Norte en 1885. El 11 de julio de 1922 tuvo lugar un accidente ferroviario en las proximidades de la estación que dejó 32 víctimas mortales. En 1941, la nacionalización del ferrocarril en España supone la desaparición de esta última y su integración en la recién creada RENFE. 
Desde el 31 de diciembre de 2004 Renfe Operadora explota la línea mientras que Adif es la titular de las instalaciones ferroviarias.

## La estación
Está ubicada al oeste del núcleo urbano, al final de la calle Berruguete. Fiel al estilo original de las estaciones de este tramo el edificio para viajeros es una estructura de gran envergadura, de dos pisos de altura revestido de piedra. Está cubierto con un amplio tejado de dos vertientes usando teja cerámica. Los numerosos vanos lucen todos arcos adintalados y una clave central resaltada. En uno de sus extremos cuenta con una ventana mirador característica de la arquitectura ferroviaria española. En total dispone de siete vías numeradas. La vía 2 accede al andén lateral mientras que las vías 1 y 3 lo hacen al andén central cubierto. Sin acceso a andén quedan las vías 5, 7 y 9.

## Servicios ferroviarios

### Media Distancia
Los servicios de Media Distancia de Renfe que tienen parada en la estación enlazan principalmente Paredes de Nava con las ciudades de León, Valladolid y Madrid.
| Línea MD | Servicio        | Origen/Destino          | Paradas intermedias | Destino/Origen          |
| -------- | --------------- | ----------------------- | --- | ----------------------- |
| 17       | MD              | Madrid-Príncipe Pío     | Villalba · El Escorial · Zarzalejo · Robledo de Chavela · Santa María de la Alameda-Peguerinos · Las Navas del Marqués · Navalperal · Herradón-La Cañada · Ávila · Arévalo · Medina del Campo · Valladolid-Campo Grande · Venta de Baños · Palencia · Paredes de Nava · Villada · Sahagún | León                    |
| 17       | MD              | Madrid-Príncipe Pío     | Villalba · El Escorial · Ávila · Arévalo · Medina del Campo · Valladolid-Campo Grande · Venta de Baños · Palencia · Paredes de Nava · Villada · Sahagún | León                    |
| 17       | MD              | León                    | Sahagún · Villada · Paredes de Nava · Palencia · Venta de Baños · Valladolid-Universidad · Valladolid-Campo Grande · Medina del Campo · Arévalo · Ávila · Herradón-La Cañada · Navalperal · Las Navas del Marqués · Santa María de la Alameda-Peguerinos · Robledo de Chavela · Zarzalejo · El Escorial · Villalba | Madrid-Príncipe Pío     |
| 17       | Regional Exprés | Palencia                | Grijota · Becerril · Paredes de Nava · Cisneros · Villada · Grajal · Sahagún · El Burgo Ranero · Santas Martas · Palanquinos | León                    |
| 17       | Regional Exprés | Ponferrada              | San Miguel de las Dueñas · Bembibre · La Granja · Brañuelas · Porqueros · Vega-Magaz · Astorga · Nistal · Barrientos · Veguellina · Villavante · Quintana-Raneros · León · Palanquinos · El Burgo Ranero · Sahagún · Grajal · Villada · Paredes de Nava · Becerril · Grijota · Palencia · Venta de Baños · Dueñas · Cabezón de Pisuerga · Valladolid-Universidad                                                                                             | Valladolid-Campo Grande |
| 24       | Regional        | Valladolid-Campo Grande | Valladolid-Universidad · Cabezón de Pisuerga · Corcos-Aguilarejo · Cubillas de Santa Marta · Dueñas · Venta de Baños · Palencia · Grijota · Becerril · Paredes de Nava · Villada · Grajal · Sahagún · El Burgo Ranero · Palanquinos · León · La Robla · La Pola de Gordón · Santa Lucía · Villamanín · Busdongo · Linares-Congostinas · Puente de los Fierros · Campomanes · Pola de Lena · Ujo · Mieres-Puente · Llamaquique · Oviedo · Calzada de Asturias | Gijón                   |